# Centro Internacional de la Papa

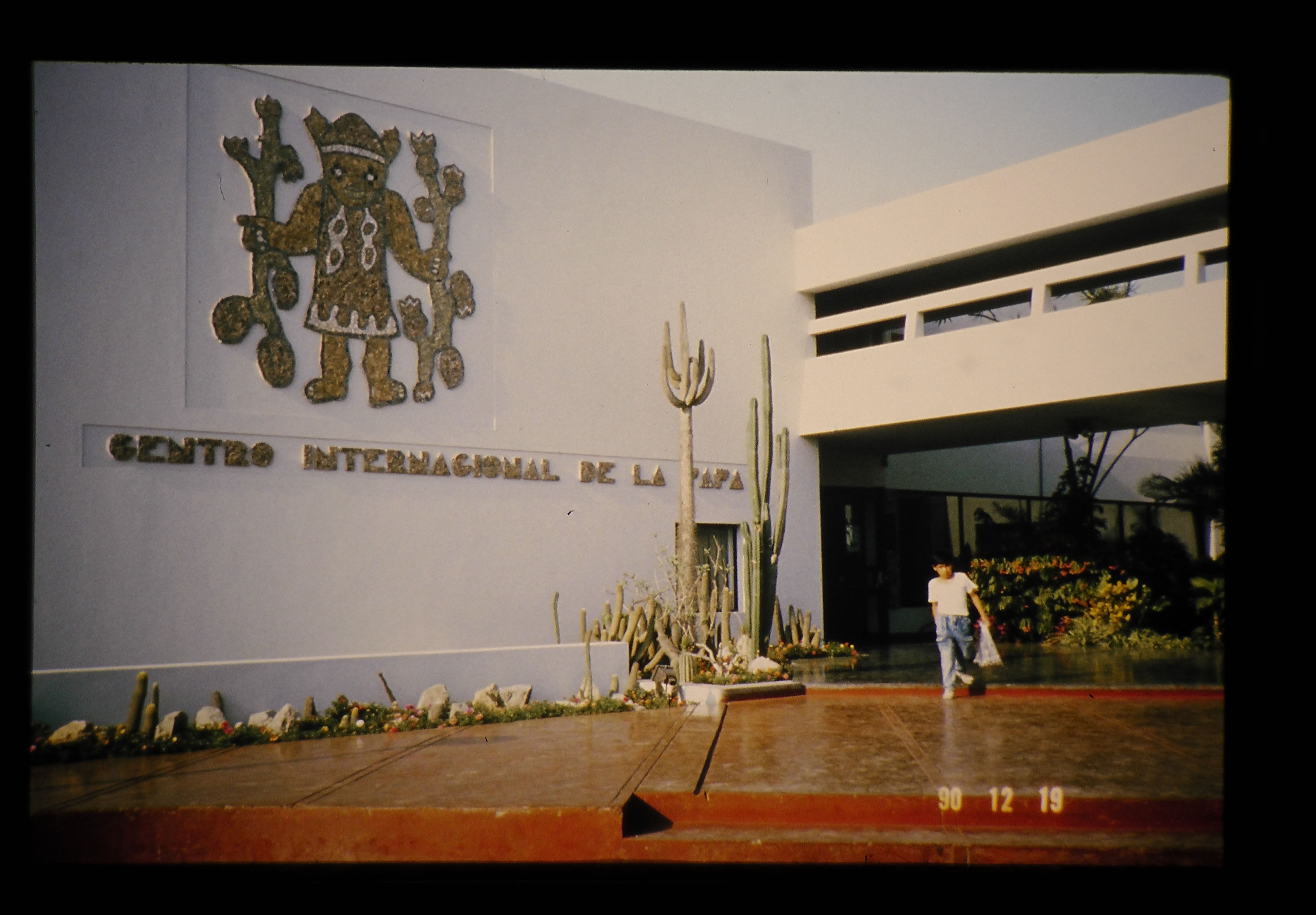
Centro Internacional de la Papa (1990)

Centro Internacional de la Papa − największe na świecie centrum badań naukowych poświęconych ziemniakom, słodkim ziemniakom, maniokowi i innym bulwom i korzeniom jadalnym. Zostało założone w 1971 roku i ma siedzibę w Limie.